# Jacob van Artevelde

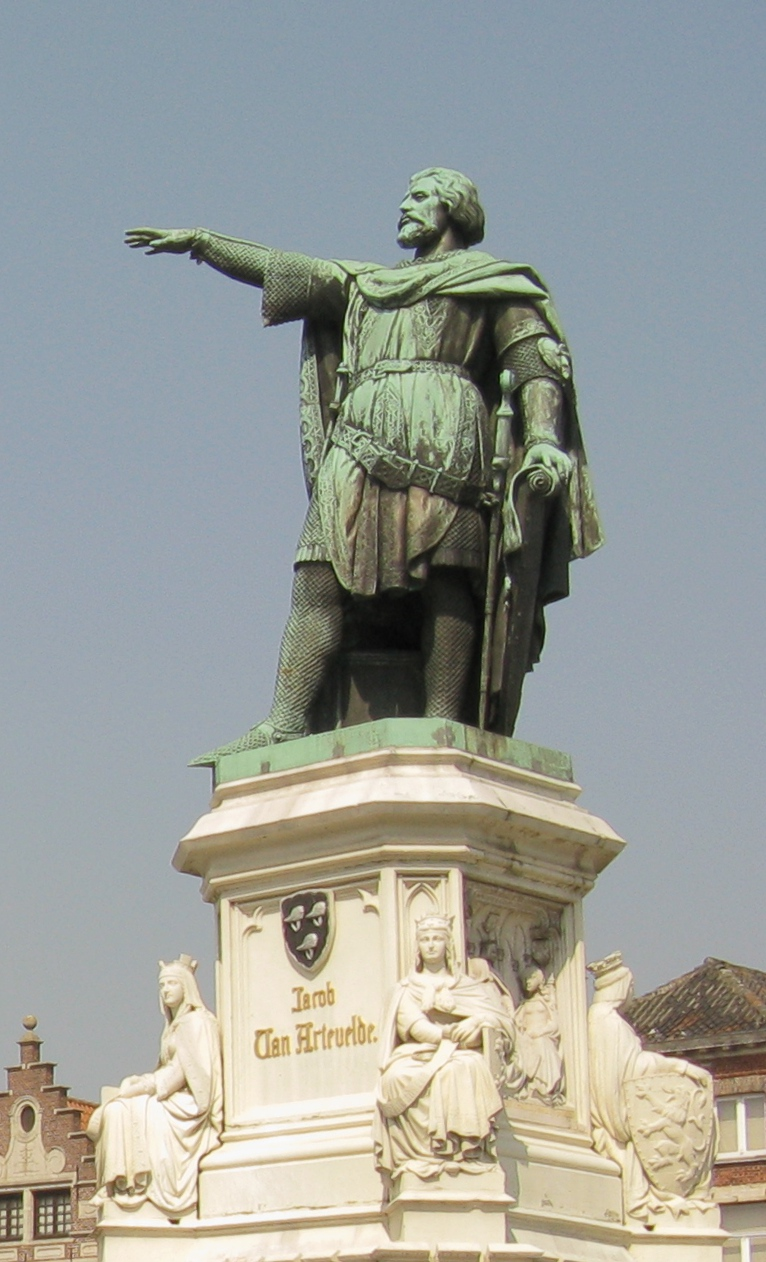
Standbeeld (Pieter De Vigne, 1863) van Jacob van Artevelde op de Vrijdagmarkt te Gent

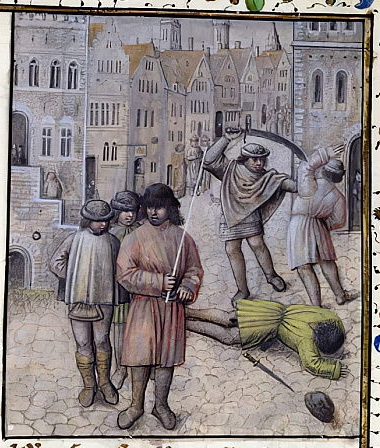
De opstand van 1340 weergegeven op een miniatuur uit 1477

Jacob van Artevelde uitspraakⓘ, bijgenaamd de Wijze man (Gent, ±1290 – aldaar, 24 juli 1345) was een Vlaams volksleider en staatsman. Hij behoorde als lakenkoopman, makelaar en bezitter van uitgestrekte eigendommen tot de gegoede burgerij in Gent.
Jacob van Artevelde werd vooral bekend als Gents opstandelingenleider. Toen Frankrijk vanwege de Honderdjarige Oorlog met Engeland al diens bezette gebieden verbood handel te drijven met de Engelsen, ging van Artevelde tegen deze bevelen in en hervatte de wolhandel met Engeland. 

## Afkomst en familie
De afkomst in Jacob van Artevelde is tot op heden onzeker. Hedendaagse historici zijn het erover eens om Willem van Artevelde als zijn vader aan te duiden, omdat de man een huis op de Kalandeberg bezat, waar ook Jacob woonde. Aan het smeedijzeren balkon van dat huis hangt een gedenkplaat. Zijn vader was heel vermoedelijk een lakenhandelaar die tegen de Fransen gevochten had tijdens de Guldensporenslag in 1302. Oudere historische bronnen spreken over Jan van Artevelde, die meermaals schepen van Gent was in het begin van de 14de eeuw. Deze Jan van Artevelde was overigens gehuwd met Catharina van Kortrijk, dochter van Zeger van Kortrijk. Deze bronnen waren niet voldoende objectief om zich op vast te pinnen: de klassieke auteurs deden er alles aan om de leemtes in zijn biografie met fantasierijke feiten te vullen. Jacob van Artevelde huwde tweemaal. Zijn eerste vrouw overleed kort na de geboorte van hun dochter Margaretha, rond 1319. Hij huwde een tweede maal met Katelijne De Coster, die eveneens uit de welgestelde burgerij kwam. Samen kregen ze 4 kinderen, waaronder Filips van Artevelde in 1382 leider van de Gentse Opstand van 1379-1385. Artevelde is een oude benaming voor Ertvelde, de kans is dus bijzonder groot dat de oorsprong van de familie daar te vinden is.

## Levensloop
Graaf Lodewijk van Nevers koos aan het begin van de Honderdjarige Oorlog tussen koning Filips VI van Frankrijk en koning Eduard III van Engeland partij voor zijn Franse soeverein. Eduard III op 12 augustus 1336 verbood de uitvoer van wol en kort daarna ook van levensmiddelen. Deze maatregelen hadden in Vlaanderen werkloosheid en verpaupering tot gevolg. In november 1337 versloegen de Engelsen bij de Slag bij Cadzand het plaatselijk garnizoen van de graaf gelegerd bij Sluis en doodden enkele duizenden Vlaamse soldaten. 
Negen jaar na de opstand van Kust-Vlaanderen kwam het volk weer in verzet. Dit maal brak de opstand uit in Gent. Jacob van Artevelde bleek de meest toonaangevende figuur op de volksvergadering van 28 december 1337 te Gent en op 3 januari 1338 werd een revolutionair bewind van vijf 'hoofdmannen' aangesteld (Willem van Vaernewijk, Gelnoot van Lens, Willem van Huse en Pieter van den Hoeven), waarvan hij als 'opperhoofdman' de feitelijke leiding in handen had. In juni van datzelfde jaar werd zijn gezag door het hele graafschap aanvaard en erkend.
Op binnenlands vlak streefde Jacob van Artevelde een beleid van politieke en sociale verzoening na. Te Gent riep hij de onderdrukte wevers mede op de schepenbanken, samen met de vertegenwoordigers van de kleine neringen (ambachten), de volders en de poorterij. Alle gewichtige maatregelen en verdragen, en zelfs zijn eigen beleid, liet hij door het volk bekrachtigen. Hij bewerkte ook een stedenverbond tussen Gent, Brugge en Ieper. Hij liet de Vlaamse ambtenaren vrij hetzij het Vlaams, hetzij het Frans te gebruiken, terwijl voorheen slechts het Latijn en het Frans waren toegelaten. Van de graaf eiste hij dat diens raadgevers uitsluitend Vlamingen zouden zijn en dat, wanneer de graaf in het land verbleef, deze het graafschap in overleg met de drie grote steden zou besturen. 
In de Frans-Engelse spanning huldigde Jacob van Artevelde eerst een neutraliteitspolitiek, wat Vlaanderen economische en financiële voordelen opleverde. Met Engeland werden de handelsrelaties hersteld en van Filips VI verkreeg Jacob van Artevelde de schrapping van al de gehate bepalingen van het Verdrag van Athis-sur-Orge. 
In september 1338 in de zeeslag bij Arnemuiden versloeg de Franse vloot de Engelse vloot die wol vervoerde naar Vlaanderen. In 1339 vluchtte de graaf Lodewijk uit Vlaanderen. In 1340 gaf van Artevelde de neutraliteit op, nadat hij (tevergeefs) gepoogd had het in 1305 verloren gegane Frans-Vlaanderen (de kasselrijen Rijsel, Dowaai en Orchies) van Frankrijk terug te krijgen. Met Engeland ging Jacob een militair, politiek en economisch-financieel verbond aan, nadat hij op 3 december 1339 tevens met Brabant en Henegouwen een verdrag had gesloten. 
Op 26 januari 1340 werd Eduard III te Gent tot koning van Frankrijk uitgeroepen en zodoende als nieuwe soeverein van Vlaanderen erkend. Op die manier wist van Artevelde de Engelse wol terug naar Vlaanderen te brengen en het behoud van economische vrijheden en voorrechten te waarborgen. De Vlaamse graaf Lodewijk van Nevers, die in vrijwillige ballingschap verbleef, werd vervangen door Simon de Mirabello (Simon van Halen), die tot ruwaard van Vlaanderen werd uitgeroepen. Van Artevelde dacht eraan graaf Lodewijk van Nevers te onterven ten voordele van de Zwarte Prins, de oudste zoon van de koning van Engeland. 
Nadat Eduard III in Gent gekroond was, bracht Filips VI een grote vloot bijeen, maar hij werd op 24 juni 1340 verslagen door een Engels-Vlaamse vloot tijdens de Slag bij Sluis.
Industriële onrust en rivaliteit binnen het stadsbestuur verzwakten Arteveldes positie. In januari 1343 kwam hij in conflict met deken Jan van Steenbeke. De Vlaamse steden zetten hun ruwaard op 23 maart 1345 af en riepen graaf Lodewijk van Nevers terug. Na het verdwijnen van Arteveldes unitaire bestuur liepen de sociale conflicten uit de hand. Op quaden maendach lieten meer dan duizend mensen het leven in een bloedig treffen tussen de wevers onder leiding van Geraard Denijs en de volders aangevoerd door Jan van Blake. Tijdens een ander oproer werd Jacob van Artevelde op 24 juli 1345 met een bijl vermoord door de wever Thomas Denijs op het binnenplein van zijn huis op de Kalandeberg, toen hij terugkwam van onderhandelingen met de Engelse koning in Sluis. 
De meest waarschijnlijke verklaring voor de moord ligt in de notoire onverdraagzaamheid van de Gentenaars en de strijd tussen wevers en volders.
Arteveldes vrouw en kinderen en zijn broer Willem werden onteigend en verbannen. Ze vluchtten naar Engeland, waar ze hulp kregen van Eduard III. Na de ondertekening van het Verdrag van Brétigny in 1360 konden ze naar Vlaanderen terugkeren.

## Na Arteveldes dood
Eduard III kreeg onvoldoende steun van het Engelse parlement om de strijd tegen de Franse koning voort te zetten en was genoodzaakt een wapenstilstand af te kondigen die 5 jaar duurde. 
In 1346 landde Eduard III in Normandië en trok van daaraf naar het noordoosten, waarna Filips VI een groot leger bijeen bracht dat door het Engelse leger verslagen werd in de Slag bij Crécy. Hierna waren de Engelsen in staat om elf maanden later Calais te veroveren, dat vanaf 1363 de stapelplaats werd voor de Engelse wol met de Merchants of the Staple, nadat dit in de eerste helft van de 14e eeuw afwisselend Brugge en Antwerpen waren geweest.
Artevelde streefde naar sociale verzoening door alle standen te laten deelnemen aan het Gentse stadsbestuur en bewerkstelligde het driestedenverbond tussen Gent, Brugge en Ieper. Ondanks deze inspanningen raakte Vlaanderen in een economische crisis, waarvan een deel der Vlamingen hem de schuld gaf. Het driestedenverbond had de macht over de kleinere steden en het platteland, waar ze de gevolgen van de crisis op afwentelden.
Graaf Lodewijk I van Vlaanderen stierf in de slag van Crécy. Zijn zoon en opvolger Lodewijk van Male vestigde zich in Vlaanderen in 1349, pas nadat hij met Eduard III van Engeland tot een overeenkomst was gekomen. Op Goede Disendach 13 januari 1349 namen de volders wraak op de wevers en leverden de volders de opstandige stad Gent uit aan Lodewijk van Male.
Dertig jaar later, in 1379, brak opnieuw een Gentse Opstand uit. Deze werd pas in 1385  gebroken door de nieuwe graaf Filips de Stoute, oom van de zeer jonge Franse koning Karel VI van Frankrijk en schoonzoon van Lodewijk van Male. Hij was de eerste Bourgondische hertog die over Vlaanderen heerste.  
De stad Gent herinnerde in 1812 opnieuw aan Jacob van Artevelde door een aantal redevoeringen. In 1837 werd een historisch balkon aan zijn vroegere woning gerestaureerd. In 1845 liet de stad een borstbeeld vervaardigen en werd een plein naar hem genoemd. In september 1863 kreeg Jacob van Artevelde een standbeeld op de Vrijdagmarkt te Gent. Het monument is een werk van Pieter De Vigne-Quyo. Bij de inhuldigingsplechtigheid werd een cantate van Napoleon Destanberg en F. A. Gevaert gezongen.

## Vragen rond Jacob van Artevelde

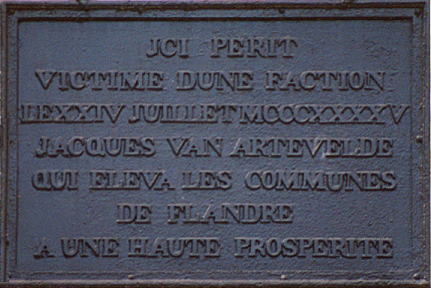
Gedenkplaat van Jacob van Artevelde in Gent (Kalandenberg 7)

- Zijn sociale positie is niet volledig duidelijk. Hoe kon een gewone burger, die zichzelf nooit een adellijke titel had toegekend, zulke sterke en intieme connecties hebben met de Engelse koning Edward zonder enige bemiddeling?
- Waarom is zijn naam na zijn dood zo vlug in de vergetelheid geraakt? Was hij werkelijk een tirannieke volksleider geweest, waar iedereen bang voor was?

## In populaire cultuur
- Hendrik Conscience schreef in 1849 een historische roman rond Jacob Van Artevelde.
- Het Arteveldelied werd o.a. uitgevoerd tijdens de inhuldiging van zijn standbeeld te Gent in 1863.
- Ernest Guiraud schreef in 1874 een Ouverture voor orkest gewijd aan Artevelde.
- Cyriel Verschaeve wijdde in 1911 een toneelstuk aan Artevelde.
- Artevelde wordt vermeld in het lied Klokke Roeland.
- In het Nerostripalbum, De Bom van Boema (1983) bezoekt Nero Gent en ook Arteveldes standbeeld. Hij spreekt vol lof over de man wiens standbeeld "nu al jaren staat te voelen of het niet gaat regenen." Vervolgens volgt er een bomaanslag die Nero als een jas aan een kapstok aan de arm van Arteveldes standbeeld doet hangen.
- Gent wordt soms de Arteveldestad genoemd.
- In 2005 eindigde Artevelde op nr. 147 in de Vlaamse versie van De Grootste Belg.
- In 2008 bouwde het Belgische baggerbedrijf DEME de sleephopperzuiger Artevelde.
- Op 31 december 2000 ontstond door de fusie van vier Gentse katholieke hogescholen de Arteveldehogeschool.